# Jan Hempel
Jan Hempel, född den 21 augusti 1971 i Dresden, är en östtysk och därefter tysk simhoppare.
Han tog OS-brons i synkroniserade höga hopp i samband med de olympiska simhoppstävlingarna 2000 i Sydney.